# Juri Nikolajewitsch Libedinski
Juri Nikolajewitsch Libedinski (russisch Юрий Николаевич Либединский; * 28. Novemberjul. / 10. Dezember 1898greg. in Odessa; † 24. November 1959 in Moskau) war ein sowjetischer Schriftsteller.

## Leben

### Herkunft und Familie
Juri Libedinski wurde 1898 in Odessa in einer jüdischen Familie geboren. Sein Vater Nikolai Liberowitsch Libedinski (1868–1920), Absolvent der Universität Jena und der deutschsprachigen Kaiserlichen Universität Dorpat, praktizierte als Kinderarzt. Seine Mutter Tatiana, geborene Toiba Wulfowna Nahimsohn (1870–1941), war Zahnärztin.
Juri Libedinski war mit der Schriftstellerin Lidija Libedinskaja (geb. Tolstaja; 1921–2006) verheiratet.

### Werdegang
Juri verbrachte seine Kindheit im Ural, wohin sein Vater 1901 umgezogen war, um in einem Krankenhaus in Miass zu arbeiten, später zog die Familie nach Tscheljabinsk, wo Juri die Realschule besuchte.
Libedinski trat 1920 der Kommunistischen Partei bei. Er wurde Mitglied in den Autorenvereinigungen Oktjabr, RAPP und WAPP. Sein Roman Die Woche („Неделя“) wurde von Woronski rezensiert und beschreibt Ereignisse während der Oktoberrevolution in Tscheljabinsk. 1927 beteiligte er sich an der Redaktion des Kollektivromans Die großen Brände („Большие пожары“), der von der Zeitschrift Ogonjok veröffentlicht wurde. Während des Zweiten Weltkriegs war Libedinski Kriegsberichterstatter für verschiedene Militärzeitungen, darunter Roter Stern. 1947 hielt er sich in Wladikawkas auf, wo er zusammen mit weiteren Schriftstellern die Erzählungen der Narten aus dem Ossetischen ins Russische übersetzte.
Er starb am 24. November 1959 in Moskau und wurde auf dem Nowodewitschi-Friedhof begraben.